# 2225 Серковський
2225 Серковський (2225 Serkowski) — астероїд головного поясу, відкритий 24 вересня 1960 року.
Тіссеранів параметр щодо Юпітера — 3,302.